# Blondie (gâteau)
Pour les articles homonymes, voir Blondie.
Un blondie est un gâteau similaire à un brownie mais sans chocolat.